# Андріївка (Ольшанська селищна громада)
Андрі́ївка — село в Україні, в Ольшанській селищній громаді Миколаївського району Миколаївської області. Населення становить 251 особу.

## Історія
Станом на 1886 року в селі Ковалівської волості Одеського повіту Херсонської губернії мешкало 383 особи, налічувалось 74 дворових господарства, існувала переправа через річку Буг.
Історична ногайська назва села — Андреюф.